# طارق بودالي
طارق بودالي (بالفرنسية: Tarek Boudali)‏
```
، من مواليد 
5 نوفمبر
 
1979
، ممثل فرنسي وكاتب سيناريو 
ومخرج
.
```

## روابط خارجية
- طارق بودالي على موقع IMDb (الإنجليزية)
- طارق بودالي على موقع ألو سيني (الفرنسية)
- طارق بودالي على موقع أول موفي (الإنجليزية)
- طارق بودالي على موقع قاعدة بيانات الفيلم (الإنجليزية)
- طارق بودالي على موقع كينوبويسك (الروسية)